# Radiografia

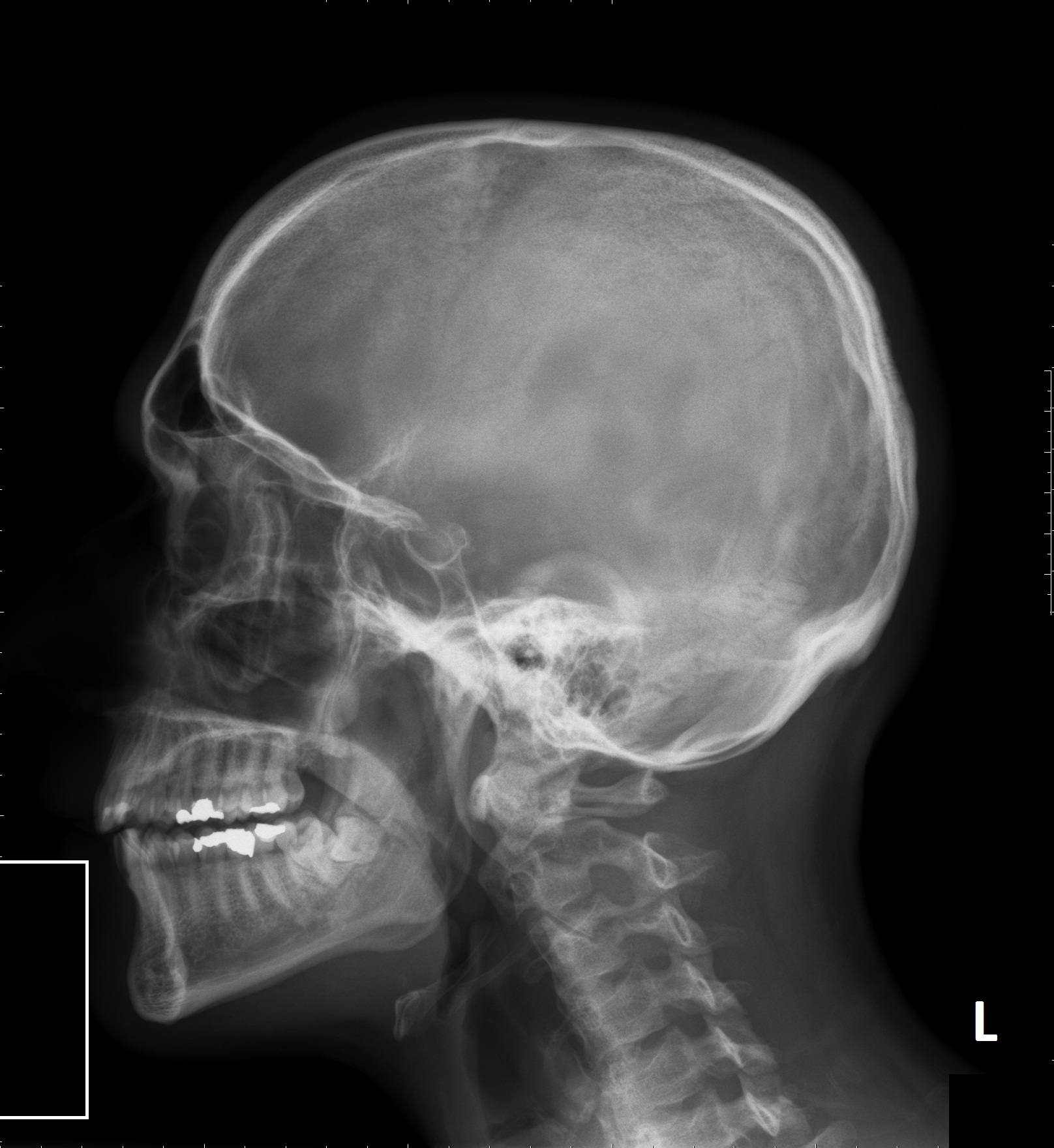
Radiografia di un cranio umano in laterale.

La radiografia è una tecnica che fa uso di radiazioni ionizzanti per avere una visuale interna di un oggetto. Il termine può anche essere attribuito all'immagine ottenuta che più propriamente è detta radiogramma. La scienza relativa è detta radiologia.
Tale tecnica si basa sull'interazione tra un fascio di raggi X diretti da una sorgente a un recettore, e la materia interposta. Gli atomi di tale corpo interferente impediscono,  in percentuale dipendente dal loro numero atomico, ad alcuni fotoni di raggiungere il recettore, che quindi riprodurrà un'immagine fedele del corpo "in negativo", essendo impressi sulla pellicola i fotoni che invece non vengono assorbiti.
Il principale utilizzo della radiografia è in campo medico come strumento diagnostico, ma trova applicazioni anche in ambito industriale, per esempio nei controlli non distruttivi dei materiali.

## Storia

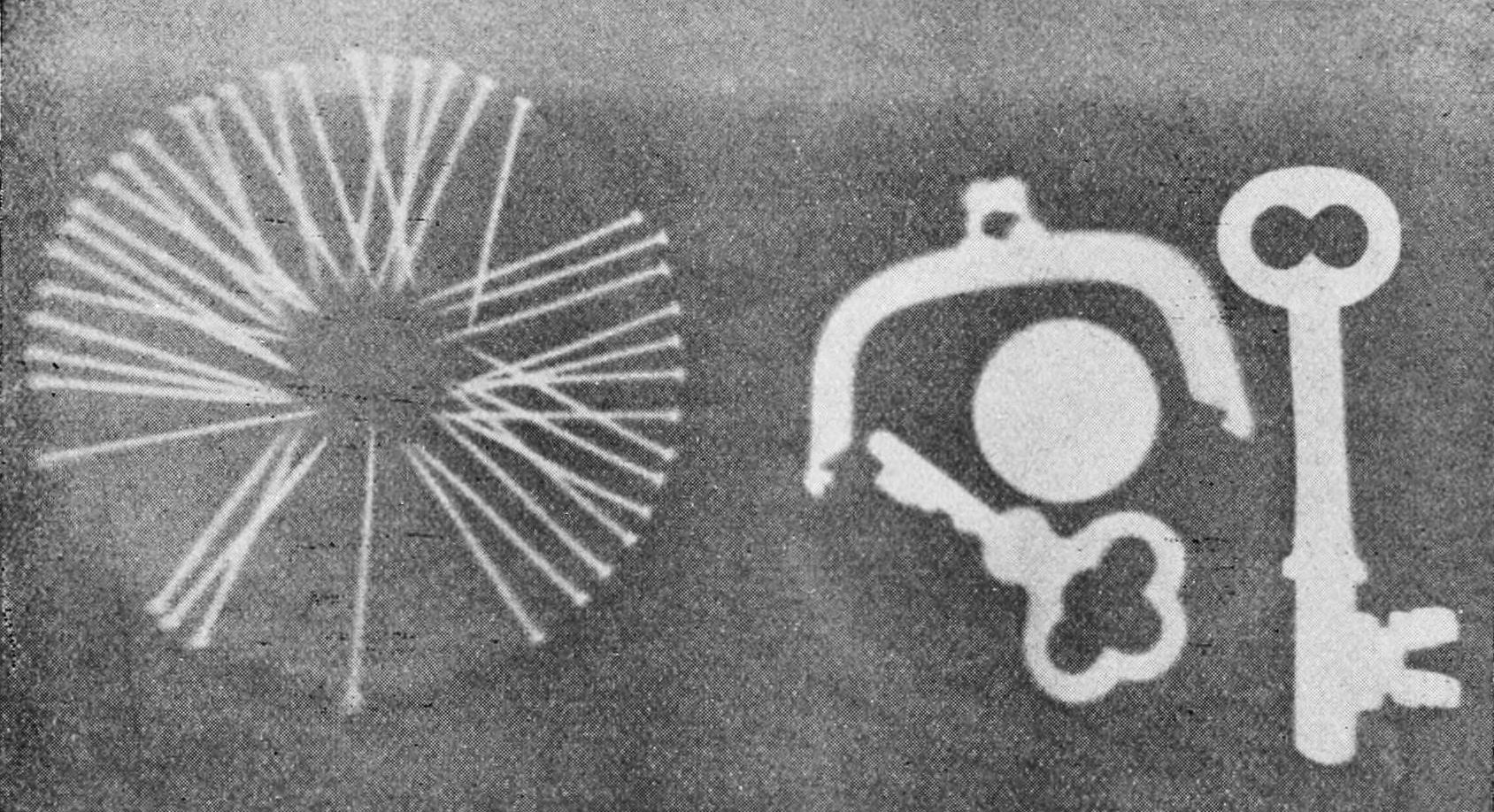
Prime radiografie di prova su oggetti metallici, 1896.

La radiografia è nata nel 1895 con la scoperta dei raggi X, da parte del fisico Wilhelm Conrad Röntgen che descrisse per primo le loro proprietà. Questi raggi precedentemente sconosciuti (da qui l'X del nome) sono un tipo di radiazione elettromagnetica.
Non passò molto tempo dalla loro scoperta che i raggi X vennero utilizzati per una varietà di applicazioni: da un sistema per aiutarsi ad adattare le scarpe alla propria misura fino agli utilizzi medico-diagnostici. La prima radiografia effettuata per un intervento chirurgico venne realizzata soltanto un anno dopo la scoperta dei raggi, a Birmingham, dal maggiore John Hall-Edwards, vero pioniere della tecnica.
Durante la prima guerra mondiale, Marie Curie sostenne l'uso delle unità mobili di radiografia come mezzo di diagnosi per i soldati feriti. Inizialmente molte figure professionali furono incaricate di eseguire le radiografie in ambito sanitario: fisici, medici, fotografi, infermieri e tecnici.
Nel corso degli anni si è sviluppata, intorno a questa tecnologia, la specialità di radiologia medica e la figura del tecnico sanitario di radiologia medica.

## Campi di utilizzo

### Diagnostica medica

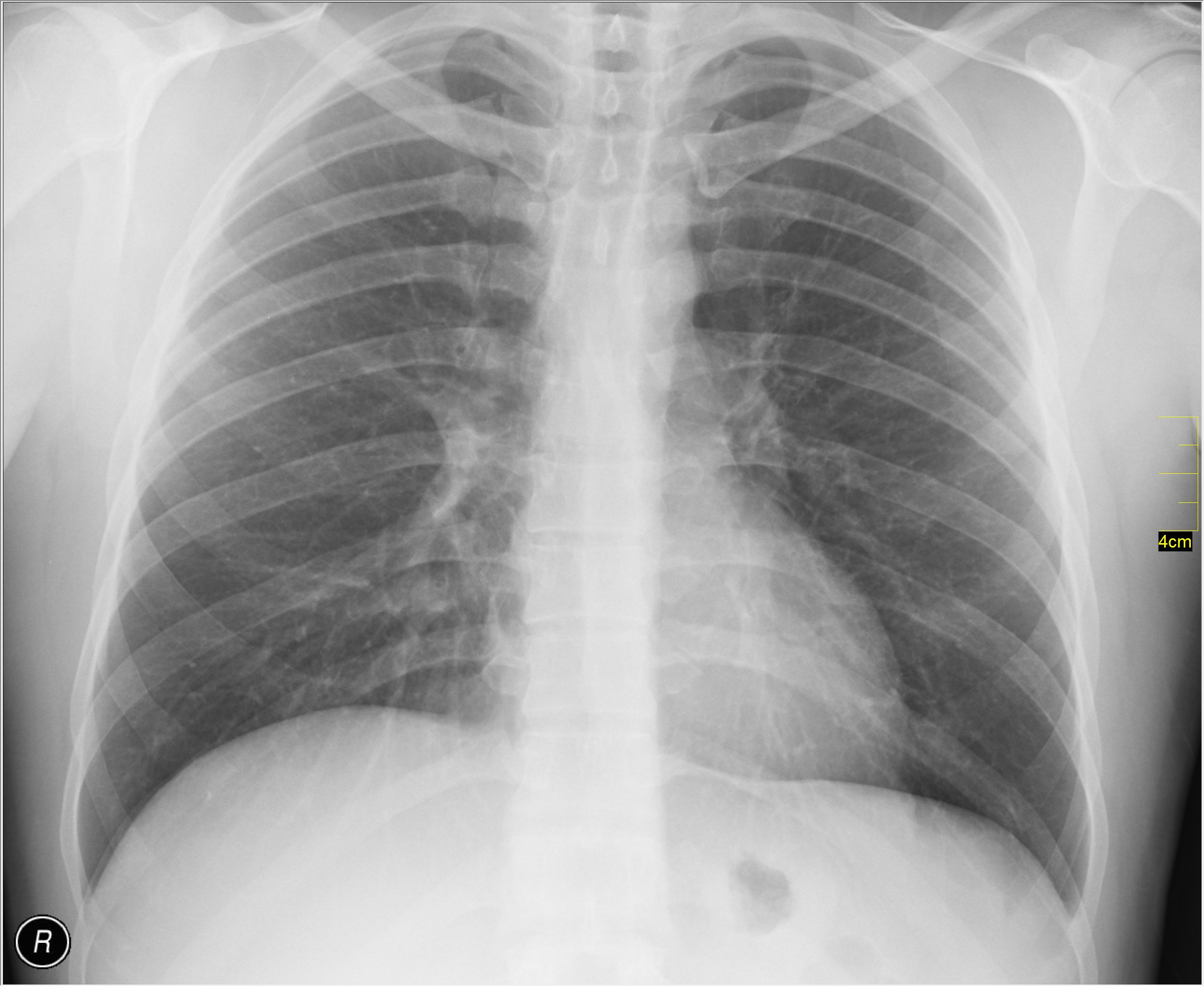
Radiografia del torace.

Oggigiorno il principale campo di utilizzo della radiografia è quello della diagnosi medica. Tra gli esami più comuni, lo studio dell'apparato scheletrico, che grazie alla sua densità, appare molto chiaro nell'immagine. Il suo utilizzo in ortopedia è comune per diagnosi di fratture delle ossa, lussazioni, artrosi, controlli post-operatori e di patologie a carico della colonna vertebrale come: spondilolistesi, spondiloartrosi, scoliosi.
La radiografia del torace è ampiamente utilizzata per l'esame dei campi polmonari (per la ricerca ad esempio di tumori, esiti di broncopolmoniti, pneumotorace, versamenti pleurici) e delle strutture mediastiniche come il cuore e l'arco aortico.
Anche gli organi addominali vengono studiati con la radiografia, a volte facendo uso dei mezzi di contrasto per esaltare l'immagine dell'organo da esaminare. L'apparato digerente viene generalmente studiato facendo assumere una soluzione di solfato di bario (o talvolta di soluzioni iodate) per via orale (nello studio dell'esofago e dello stomaco) o per via rettale per lo studio dell'intestino crasso (clisma opaco), queste tipologie di indagine diagnostica sono, al giorno d'oggi, desuete se non in casi selezionati. L'apparato urinario veniva studiato somministrando per via endovenosa un mezzo di contrasto a base di iodio che, in tempi diversi, opacizza i reni, gli ureteri, la vescica e l'uretra. Questi esami prendono il nome di urografia, ad oggi, sempre più spesso, sostituita da indagini più sensibili come uro-TC. Un altro esame dell'addome femminile è l'isterosalpingografia, utilizzato per la verifica della pervietà delle tube di Falloppio; la colpografia invece, utilizzata per lo studio della cavità vaginale,entrambe queste tecniche sono ormai cadute in disuso.
Per ottenere le immagini radiologiche di una precisa parte anatomica il tecnico sanitario di radiologia medica posizionerà il paziente su un apposito tavolo radiologico o su uno schermo. I raggi X sono radiazioni ionizzanti invisibili che non danno alcuna sensazione quando attraversano il corpo. Il fascio di raggi X al suo passaggio penetra il corpo umano e viene assorbito in maniera diversa a seconda delle diverse parti anatomiche incontrate e ne esce attenuato prima di raggiungere il sistema di rilevamento.
Fino ad alcuni decenni fa, questo era generalmente costituito da una pellicola fotografica accoppiata ad uno schermo di rinforzo, in grado di impressionare i raggi X che attraversavano il corpo del paziente. Oggigiorno con l'avvento della radiografia digitale, la pellicola è stata sostituita da cassette radiografiche contenenti sostanze fotostimolabili che poi saranno lette da opportuni lettori che visualizzeranno sul computer l'immagine ottenuta. Nei sistemi più moderni, una matrice di scintillatori e CCD sono in grado di acquisire direttamente le immagini.
Una volta che il tecnico avrà prodotto tutte le radiografie, nelle varie proiezioni richieste dal tipo di esame, le immagini verranno inviate (nei sistemi più moderni attraverso il sistema PACS) al medico radiologo che provvederà al referto.
La radiografia risulta particolarmente importante ed utilizzata nell'emergenza poiché è una metodica rapida, semplice e relativamente economica.
Per una maggior sicurezza del paziente si utilizza il sistema di controllo automatico dell'esposizione.

#### Proiezioni radiologiche
Le proiezioni radiologiche comprendono la tecnica di esecuzione atta a produrre immagini radiografiche che saranno poi refertate da un medico radiologo.
La radiologia tradizionale studia prevalentemente i segmenti ossei basandosi sulla richiesta medica, pertanto le proiezioni possono suddividersi in varie classi a seconda della regione anatomica di interesse iconografico. Il tecnico sanitario di radiologia medica (TSRM) si avvale delle sue conoscenze di anatomia sfruttando i punti di repere, i piani corporei e le linee per la corretta centratura del raggio principale, del paziente e del piano di rivelazione dell'immagine radiante.

### Ambito industriale
La radiografia è uno dei metodi di controllo non distruttivo dei materiali più utilizzato nel settore aerospaziale e nucleare. Si usa per la diagnostica di imperfezioni alla struttura dei materiali (serbatoi, tubazioni, reattori, eccetera).

### Opere d'arte
Nello studio di un dipinto, si applica il recettore sopra la superficie dipinta e la fonte di radiazione dietro il dipinto. Il fascio penetra il supporto (pannello o tela) e produce un'immagine in negativo del dipinto. Il recettore è generalmente costituito da una particolare pellicola fotosensibile, le cui dimensioni possono essere adattate a quelle del dipinto. Quando ciò non è possibile si procede a delle prese parziali che vengono poi riunite per dare l'immagine radiografica completa del dipinto in esame. Gli strati pittorici bianchi (biacca), gialli (giallolino) o rossi che, ad esempio, nella pittura figurativa, vengono spesso usati per le vesti e per i tratti del viso, risultano bianchi il che consente di osservare eventuali modifiche nella composizione del dipinto, come pure di documentare lo sviluppo della tecnica pittorica in funzione dell'uso delle imprimiture e della superposizione di strati pittorici diversi, che possono il più delle volte essere distinti, contati e differenziati tramite la radiografia. Quest'ultima permette anche di evidenziare le lacune nell'applicazione del colore ed i pentimenti.
La prima radiografia di un quadro fu realizzata nel 1896 in Germania, l'anno seguente un'opera di Dürer fu sottoposta ai raggi X a Londra. Oggi la tecnologia, dopo aver sviluppato la radioscopia (visione dell'immagine su di uno schermo), consente di ottenere direttamente delle immagini digitali della radiografia.

## Effetti sulla salute
| causa o pratica medica                               | dose equivalente |
| ---------------------------------------------------- | ---------------- |
| fondo naturale di radiazione (media)                 | 2,4 mSv/anno     |
| massima dose di fondo naturale (Ramsar valore medio) | 10,2 mSv/anno    |
| radiografia articolare                               | 0,01 - 1 mSv     |
| tomografia computerizzata                            | 2 ~ 15 mSv       |
| PET, tomografia ad emissione di positroni            | 10 ~ 20 mSv      |
| scintigrafia                                         | 10 ~ 20 mSv      |
| radioterapia                                         | 30 ~ 70 mSv      |

I raggi X sono radiazioni ionizzanti e quindi comportano un effetto biologico sulle strutture anatomiche che attraversano. Il sievert è l'unità di misura della dose equivalente di radiazione nel Sistema Internazionale ed è una misura degli effetti e del danno provocato dalla radiazione su un organismo.
Come si può vedere dalla tabella comparativa, la dose per una singola radiografia è molto bassa. Ma proprio per la sua potenziale dannosità, ogni esame radiologico deve essere, per legge, giustificato da un preciso quesito diagnostico non risolvibile con altre metodiche che non comportino esposizione a radiazioni ionizzanti e l'esame stesso deve essere ottimizzato al fine di somministrare meno dose possibile ottenendo comunque un buon risultato.